# Prix de la paix Erich-Maria-Remarque
Le prix de la paix Erich-Maria-Remarque, décerné pour la première fois en 1991, récompense tous les deux ans le meilleur essai journalistique, texte ou roman ayant pour thème « la paix intérieure et extérieure ». 
Le prix récompense la meilleure œuvre à hauteur de 15 000 euros en 1991, puis de 25 000 euros à partir de 2009. Un prix secondaire est aussi décerné à hauteur de 5 000 euros.

## Liste des lauréats
| Année | Prix principal                       | Prix secondaire                                                                         |
| ----- | ------------------------------------ | --------------------------------------------------------------------------------------- |
| 1991  | Lev Kopelev                          | (de) Anja Lundholm                                                                      |
| 1993  | Hans Magnus Enzensberger             | (de) Dörte von Westernhagen                                                             |
| 1995  | Uri Avnery                           | Miljenko Jergović                                                                       |
| 1997  | Ludvík Vaculík                       | / Gemeinsame deutsch-tschechische Historikerkommission                                  |
| 1999  | Houshang Golshiri                    | Gründungskomitee des Verbandes iranischer Schriftsteller vertreten durch Fereschte Sari |
| 2001  | Svetlana Alexievitch                 | l'ONG russe Memorial                                                                    |
| 2003  | Mahmoud Darwich Dan Bar-On           | non attribué                                                                            |
| 2005  | Leoluca Orlando                      | Iouri Androukhovytch                                                                    |
| 2007  | Tony Judt                            | Grigori Pasko                                                                           |
| 2009  | Henning Mankell                      | Lukas Bärfuss                                                                           |
| 2011  | Tahar Ben Jelloun                    | Organisation (en) Pro Asyl                                                              |
| 2013  | (en) Avi Primor (de) Abdallah Frangi | / Organisation (en) Exit Deutschland                                                    |
| 2015  | Adonis                               | Giuseppina Maria Nicolini (Maire de Lampedusa)                                          |
| 2017  | Aslı Erdoğan                         | Pulse of Europe                                                                         |
| 2019  | Ngugi wa Thiong'o                    | Sea-Watch                                                                               |
| 2021  | non attribué                         |                                                                                         |